# Дисульфат калия
Дисульфа́т ка́лия (пиросульфа́т ка́лия, калий пиросернокислый) — неорганическое соединение, соль щелочного металла калия и дисерной кислоты с формулой K2S2O7, бесцветные кристаллы, реагирует с водой. Ядовит.

## Получение
- Действие оксида серы на сульфат калия:

{\displaystyle {\mathsf {K_{2}SO_{4}+SO_{3}\ {\xrightarrow {}}\ K_{2}S_{2}O_{7}}}}
- Разложение гидросульфата калия:

{\displaystyle {\mathsf {2KHSO_{4}\ {\xrightarrow {320-340^{o}C}}\ K_{2}S_{2}O_{7}+H_{2}O}}}
- Разложение персульфата калия:

{\displaystyle {\mathsf {2K_{2}S_{2}O_{6}(O_{2})\ {\xrightarrow {65-100^{o}C}}\ 2K_{2}S_{2}O_{7}+O_{2}}}}

## Физические свойства
Дисульфат калия образует бесцветные кристаллы.

## Химические свойства
- Разлагается при нагревании выше температуры плавления:

{\displaystyle {\mathsf {K_{2}S_{2}O_{7}\ {\xrightarrow {440^{o}C}}\ K_{2}SO_{4}+SO_{3}}}}
- Разлагается водой:

{\displaystyle {\mathsf {K_{2}S_{2}O_{7}+H_{2}O\ {\xrightarrow {\ }}2KHSO_{4}}}}
- Реагирует с щелочами:

{\displaystyle {\mathsf {K_{2}S_{2}O_{7}+2KOH\ {\xrightarrow {}}\ 2K_{2}SO_{4}+H_{2}O}}}
- Реагирует с  оксидом серы:

{\displaystyle {\mathsf {K_{2}S_{2}O_{7}+SO_{3}\ {\xrightarrow {}}\ K_{2}S_{3}O_{10}}}}

## Применение
- В аналитической химии.
- Катализатор.

## Безопасность
Пиросульфат калия высокоопасен, в очень больших концентрациях раздражает слизистые оболочки и кожу. ПДК в рабочей зоне - 1 мг/м³ (в пересчёте на SO3).